# Marcus Dunstan
Marcus Dunstan (Macomb, Illinois, 19 de septiembre de 1975) es un guionista y director estadounidense que, junto con Patrick Melton, escribió el guion de la película Feast (2005), que fue la ganadora de la tercera temporada del concurso cinematográfico de la serie de telerrealidad Project Greenlight. Desde entonces, Dunstan ha escrito los guiones de Feast II: Sloppy Seconds, Feast III: El final feliz, El coleccionista, La colección, Saw IV, Saw V, Saw VI, y Saw 3D, y en algunos casos, también ha hecho cameos en esas películas.

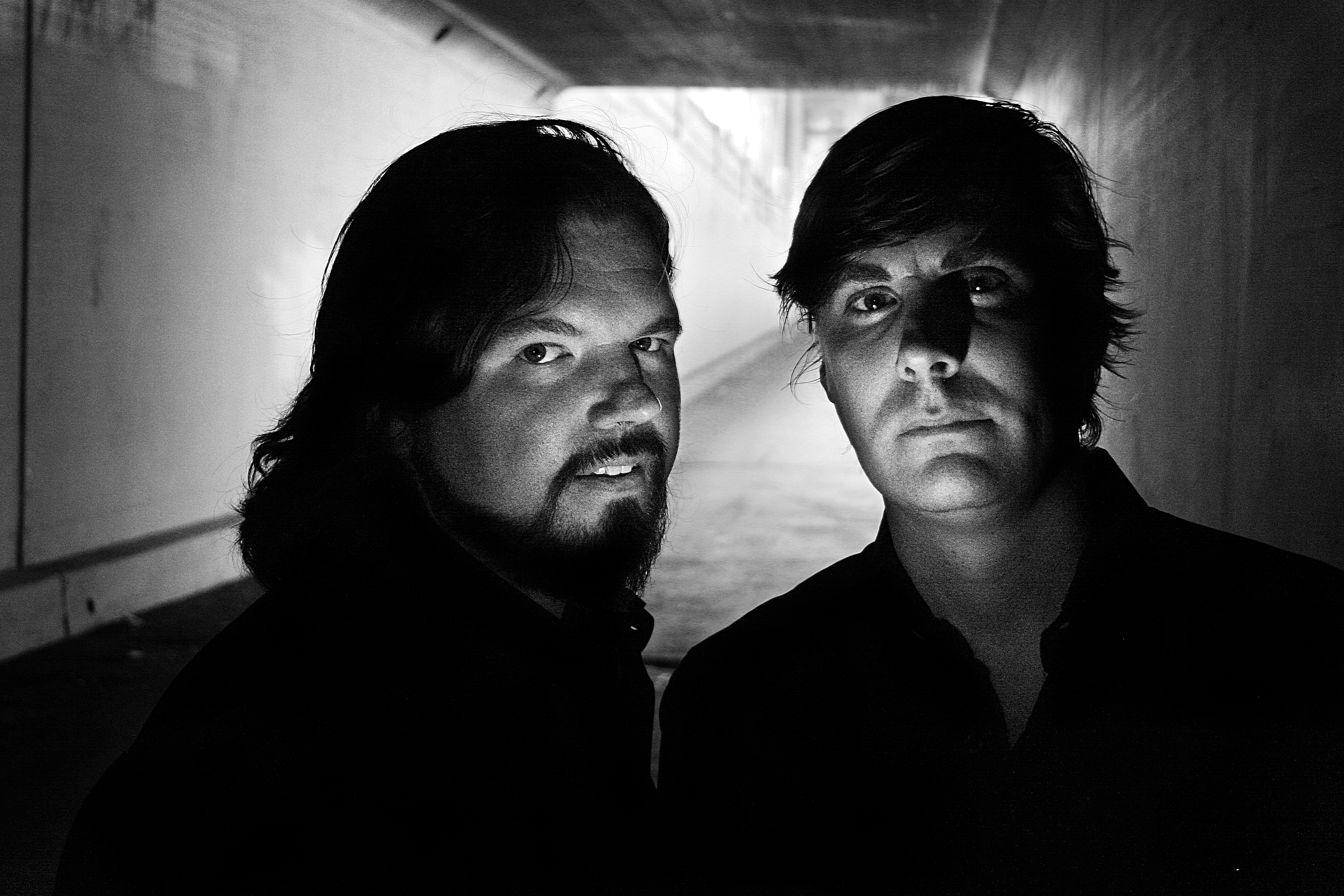
Marcus Dunstan (izq) con Patrick Melton (der).

## Primeros años
Dunstan nació en Macomb, Illinois. Pasó sus años de formación trabajando en cines y estudiando cine en la Universidad de Iowa.
Mientras estudiaba en la universidad, Dunstan experimentó con películas de 16 mm, a menudo utilizándose a sí mismo como conejillo de indias en acrobacias mal ejecutadas que le dejaron arrastrándose detrás de un coche, siendo el blanco de cuchillos voladores y tres veces prendido fuego. Tiene el récord de haber derramado más sangre falsa en una película de estudiantes. Desde que se mudó a Los Ángeles en 1999, Dunstan trabajó en varios empleos ocasionales, como una residencia de ancianos, una clínica de Optometría y un videoclub, mientras pasaba las noches escribiendo en un ordenador prestado por su compañero guionista, Patrick Melton.

## Filmografía

### Cine
| Año  | Título                                         | Director | Escritor | Productor | Notas               |
| ---- | ---------------------------------------------- | -------- | -------- | --------- | ------------------- |
| 2005 | Cacería voraz                                  | No       | Sí       | No        |                     |
| 2007 | Saw IV                                         | No       | Sí       | No        |                     |
| 2008 | Cacería voraz 2                                | No       | Sí       | No        |                     |
| 2008 | Saw V                                          | No       | Sí       | No        |                     |
| 2009 | Cacería voraz 3                                | No       | Sí       | No        |                     |
| 2009 | El coleccionista                               | Sí       | Sí       | No        | Debut como director |
| 2009 | Saw VI                                         | No       | Sí       | No        |                     |
| 2010 | Saw 3D                                         | No       | Sí       | No        |                     |
| 2010 | The Candidate                                  | No       | Sí       | Sí        | Short film          |
| 2012 | Piranha 3DD                                    | No       | Sí       | No        |                     |
| 2012 | El coleccionista 2                             | Sí       | Sí       | No        |                     |
| 2016 | The Neighbor                                   | Sí       | Sí       | Ejecutivo |                     |
| 2016 | Rise                                           | No       | Sí       | No        | Short film          |
| 2016 | Crazy Baby                                     | No       | Historia | No        | Short film          |
| 2017 | Naked Fury                                     | No       | Sí       | No        | Short film          |
| 2019 | Historias de miedo para contar en la oscuridad | No       | Historia | No        |                     |
| 2019 | Into the Dark                                  | Sí       | Sí       | No        | Episode: "Pilgrim"  |
| 2022 | Inhumano                                       | Sí       | Sí       | No        |                     |
| —    | All My Friends Are Dead                        | Sí       | No       | No        |                     |
| 2024 | Saw XI                                         | No       | Sí       | No        |                     |